# ラトビア (小惑星)
ラトビア (1284 Latvia) は小惑星帯の小惑星である。カール・ラインムートがハイデルベルクのケーニッヒシュトゥール天文台で発見した。
ヨーロッパ北東部のラトビアに因んで名付けられた。
2006年8月に福島県で掩蔽が観測された。